# Паскуалькобо
Паскуалькобо (ісп. Pascualcobo) — муніципалітет в Іспанії, у складі автономної спільноти Кастилія-і-Леон, у провінції Авіла. Населення — 40 осіб (2010).
Муніципалітет розташований на відстані близько 140 км на захід від Мадрида, 48 км на захід від Авіли.

## Демографія
Динаміка населення (INE ):

## Галерея зображень

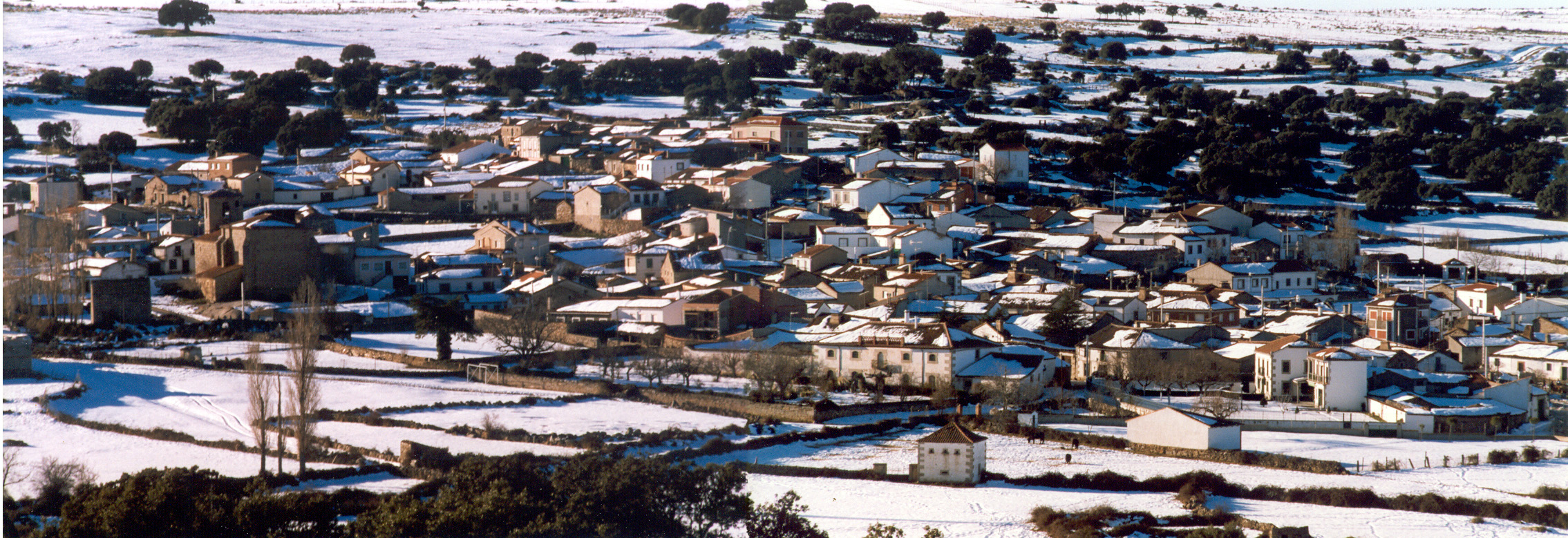
Паскуалькобо взимку